# Jagoba Arrasate
Jagoba Arrasate Elustondo (* 22. April 1978 in Berriatua) ist ein ehemaliger spanischer Fußballspieler und jetziger -trainer. Als Aktiver auf Amateurniveau spielend, coachte er später von 2013 bis 2014 die Erstligamannschaft von Real Sociedad San Sebastián. Seit 2018 ist er Trainer des Erstligisten CA Osasuna.

## Spielerkarriere
Jagoba Arrasate wurde am 22. April 1978 in Berriatua, einer Stadt in der Provinz Bizkaia im Baskenland, geboren. In der Jugend spielte er für den überregional erfolgreichen Verein Real Sociedad San Sebastián, wo er allerdings nicht in die Erwachsenenmannschaft übernommen wurde. Ab 1997 lief der Stürmer für die zweite Mannschaft des SD Eibar auf, wo er sich aber auch nicht für Einsätze in der ersten Mannschaft empfehlen konnte. Auch in der Folge spielte Arrasate nur für regionale Amateurvereine. Nacheinander waren dies SD Lemona, SD Beasain, CD Elgóibar, Club Portugalete sowie SD Amorebieta. Im Trikot von Amorebieta beendete Jagoba Arrasate seine Spielerkarriere 2007 im Alter von gerade einmal 29 Jahren.

## Trainerkarriere
Nach seinem Karriereende 2007 arbeitete Jagoba Arrasate zunächst in seinem Heimatort Berriatua für den örtlichen Fußballverein als Trainer. Nach diesem einjährigen Engagement wurde der gerade erst 30-jährige Arrasate 2008 neuer Coach von CD Elgóibar, wo er auch schon als Spieler zwei Jahre aktiv gewesen war. Mit dem Viertligisten erreichte er in zwei Jahren einmal den dritten und einmal den vierten Platz in der Tercera División.
Im Sommer 2010 wechselte Jagoba Arrasate zu Real Sociedad San Sebastián, einem der erfolgreichsten Vereine im Baskenland. In Donostia-San Sebastián arbeitete Arrasate zunächst zwei Jahre als Jugendtrainer, ehe er unter dem französischen Trainer Philippe Montanier Assistent der Profimannschaft des Vereins wurde. Als Assistenz von Montanier war Arrasate in der Saison 2012/13 am Erreichen des vierten Tabellenplatzes und damit der Qualifikation zur UEFA Champions League beteiligt. Nachdem Montanier danach in seine französische Heimat zu Stade Rennes wechselte, wurde Jagoba Arrasate dessen Nachfolger als Trainer von Real Sociedad. Dabei konnte er zunächst an die erfolgreiche Arbeit seines Vorgängers anknüpfen und führte sein Team in der Primera División 2013/14 auf den siebten Platz und damit erneut in den Europapokal. In der Champions League schied man in der Gruppenphase als Letzter hinter Manchester United, Bayer 04 Leverkusen und Schachtar Donezk aus. Im Folgejahr lief es für Real Sociedad unter Jagoba Arrasate jedoch weniger gut. Nach akzeptablem Start rutschte das Team im Herbst 2014 in eine starke Ergebniskrise, die schließlich mit der Entlassung Arrasates am 2. November 2014 endete. Zu diesem Zeitpunkt stand Real Sociedad auf einem Abstiegsplatz. Arrasates Nachfolger wurde David Moyes.
Im Sommer 2015 übernahm Jagoba Arrasate den vakanten Trainerposten beim Zweitligisten CD Numancia in Nachfolge von Juan Antonio Anquela.

## Erfolge
- Spanischer Trainer des Monats: 1×

Dezember 2013 als Coach von Real Sociedad